# Cody Martin
Cody Martin er en fiktiv person i Disney Channels tv-serier Zack og Cody's Søde Hotelliv og Det Søde Liv til Søs. Han spilles af Cole Sprouse.